# Elektrárna Chvaletice
Elektrárna Chvaletice (ECHV) je tepelná elektrárna spalující hnědé uhlí. Elektrárna leží v Polabí u města Chvaletice asi 20 kilometrů západně od Pardubic. Instalovaný výkon činí 820 MW. Elektrárna byla vybudována v letech 1973–1979 v místech, kde do roku 1975 probíhala povrchová těžba pyritu. K roku 2021 tak šlo o nejmladší hnědouhelnou elektrárnu v Česku. Do roku 2013 elektrárnu vlastnila skupina ČEZ, následně pak skupina Czech Coal (dnes[zdroj?] holding Sev.En Energy AG) miliardáře Pavla Tykače, která elektrárnu ovládá ještě v roce 2021. Sama elektrárna je vyčleněna do společnosti Elektrárna Chvaletice a.s.

## Historie
Výstavba elektrárny probíhala v letech 1973 až 1979. Projekt vypracovala společnost Energoprojekt. Projektanty komína byli Z. Vocetka a L. Šárek. Stavba komínu proběhla v letech 1974 až 1975 a provedla ho společnost Teplotechna, a to pomocí technologie posuvného bednění Gleitbau.
Elektrárnu vlastnila společnost ČEZ do 1. 10. 2010, kdy ji vyčlenila do dceřiné společnosti Elektrárna Chvaletice a.s. V roce 2011 společnost ČEZ řešila možnost uzavření elektrárny, případně i směny či prodeje. Uvažovalo se o možnosti uzavření dvou bloků v roce 2013 a dvou v roce 2016, případně k prodloužení až do roku 2020. V roce 2013 byla nicméně nakonec elektrárna prodána společnosti Litvínovská uhelná ze skupiny Czech Coal (dnes holding Severní energetická). Den před samotným prodejem byla společnost prodána manažerům skupiny Czech Coal. Druhým zvažovaným zájemcem byla skupina EPH miliardáře Daniela Křetínského., která byla po určitou dobu favoritem. Prodejní cena v roce 2013 byla 4,12 mld Kč.
V roce 2016 zahájila společnost Sev.en EC modernizaci provozu, jejímž cílem bylo především snížení emisí NOx a tuhých znečišťujících látek a prodloužení životnosti bloků č. 3 a 4 do roku 2030. Náklady na modernizaci dosáhly téměř 3 miliard Kč a proběhla bez dotací ze státního rozpočtu či fondů Evropské unie. Šlo o největší investici v Pardubickém kraji za 3 roky. Generálním dodavatelem byla společnost KRÁLOVOPOLSKÁ RIA, a.s.

## Technický popis
Provoz výrobních zařízení elektrárny je řízen ze dvou blokových dozoren, každá z nich kontroluje chod dvou bloků. Kotle PG 655 jsou průtlačné, dvoutahové, s granulačním ohništěm a spodním topeništěm. Výrobcem byly Vítkovické železárny. Kotle jsou vybaveny přihříváním páry, ekonomizérem, rotačními ohříváky vzduchu, dvěma elektronapáječkami, jednou turbonapáječkou a dvěma třísektorovými elektrostatickými odlučovači popílku. Zařízení dosahuje při jmenovitém výkonu 655 t/h účinnosti 88 %. Turbíny jsou kondenzační, třítělesové, rovnotlaké, s osmi neregulovanými odběry páry. Mají jmenovitý výkon 205 MW, jmenovité otáčky 3000/min a parametry páry 17 MPa/543 °C. Bloky jsou vybaveny turboalternátory typu H 6688-2-VH 235 MVA. Statorové vinutí je chlazeno kondenzátem, rotor pak vodíkem.
Napětí generátoru, které je na svorkách 15,75 kV, je blokovým transformátorem 250 MVA transformováno na 400 kV. Výkon je vyveden dvěma 400 kV linkami do rozvodny Týnec. Palivem je severočeské energetické hnědé uhlí o průměrné výhřevnosti 15,3 GJ/t a s průměrným obsahem síry 1,15 %. Zdrojem vody pro elektrárnu je řeka Labe.
Komín elektrárny měří 300 metrů a je jedním z nejvyšších komínů v České republice. Chladicí věže elektrárny mají výšku cca 100 metrů a průměr u země 60 m.

### Zásobování uhlím
K zásobování elektrárny severočeským hnědým uhlím (3,7 miliónu tun uhlí ročně) byl splavněn tok Labe od Kolína a vybudován chvaletický přístav. Pravidelná lodní doprava byla zahájena 1977. Na místě vesnice Prosmyky u Lovosic vzniklo překladiště uhlí určené k zásobování Chvaletic i dalších elektráren plánovaných podél Labe. Od roku 1996 je však uhlí pro elektrárnu dováženo výhradně po železnici. Dopravcem byly České dráhy, později od svého vzniku ČD Cargo. Nový majitel Severní energetická vybral v tendru (objem zakázky udávaný ČD Cargo činil 700 milionů Kč ročně za 7 párů vlaků denně) společnost AWT, která převzala přepravy ke dni 2. září 2013. Tato společnost byla i provozovatelem vlečky. Od začátku roku 2015 je opět doprava zajišťována ČD Cargo.

### Emise
Elektrárna byla v roce 2018 třetím největším zdrojem emisí CO2 v České republice. Emise tohoto skleníkového plynu v roce 2018 činily 4,3 milionu tun, což představovalo značný nárůst oproti 3,3 milionům tun v roce 2017.
Emise oxidu siřičitého se snížily díky odsiřovacímu zařízení, jehož technologie je založena na principu mokré vápencové vypírky. Kouřové plyny z elektrostatických odlučovačů jsou tlačeny kouřovými ventilátory kotlů přes dva kouřovody do dvou absorbérů, kde procházejí sprchou vodní suspenze jemně mletého vápence, ve které dochází k vymývání oxidů síry z kouřových plynů s účinností převyšující 95%. Znamená to, že z původního obsahu oxidů síry v surových kouřových plynech pohybujícího se okolo 3 500 mg /Nm3 odcházejí kouřové plyny vyčištěny na úroveň nejvýše 200 mg/Nm3, přičemž zákon povoluje 500 mg/Nm3. Emise prachu jsou nižší než 100 mg/m3.[zdroj?]
První etapa výstavby tohoto zařízení (odsíření bloků č. 3 a 4) byla hotova v závěru roku 1997, druhá etapa byla dokončena v roce 1998. Hlavním dodavatelem bylo finsko-japonské konsorcium společností IVO International Ltd., Hitachi Ltd. a Itochu Corp. Jedna odsiřovací jednotka pojme spaliny ze dvou bloků. Zvláštností stavby je vyvedení odsířených spalin do chladicích věží, což učinilo chvaletickou elektrárnu ekologickým průkopníkem v ČR. Hlavní výhoda odvádění spalin přes chladicí věže spočívá v tom, že stoupající vodní pára má mnohem větší vztlak než spaliny, a umožňuje jim tak dosáhnout lepšího rozptylu než z běžného komína. To je obzvláště výhodné v případě uhelných elektráren, protože kouřové plyny se po mokrém odsíření silně ochlazují, a stoupají pak do ovzduší daleko pomaleji. Inovativní technologie byla poprvé použita v roce 1982 v elektrárně Völklingen, která sloužila jako prototyp pro řadu dalších uhelných zdrojů.
Elektrárna provozuje dvě stanice měření imisí, které jsou zapojeny do systému AIM (automatický imisní monitoring) ČHMÚ.[zdroj?]

### Vedlejší produkty při výrobě elektrické energie
V posledním období se zásadně změnila koncepce nakládání s vedlejší produkcí výroby elektrické energie, dříve odpady. Popílek z elektrofiltrů se odebírá v suchém stavu, rovněž tak struska zpod kotlů. Postupně se ustoupilo od dopravy těchto produktů ve formě hydrosměsi, což umožňuje jejich další využití, převážně ve stavebnictví. Tyto produkty mají samostatné certifikáty. Co se nepodaří prodat samostatně, je zpracováno v míchacím centru na další certifikovaný materiál stabilizát (směs popílku, strusky, energosádrovce, 1–3 % vzdušného nehašeného vápna a vody). Od roku 1998 Elektrárna Chvaletice provádí ukládání tohoto produktu na základě zpracovaného projektu "Krajinotvorba", kterým uvádí zdevastovanou krajinu po těžbě pyritu do původního stavu.[zdroj?]
Plně certifikované vedlejší energetické produkty:
- struska
- popílek
- energosádrovec
- stabilizát

Od října roku 2001 je Elektrárna Chvaletice držitelem certifikátu "Environmental Management System Standard" dle ISO 14 001, udělený firmou Det Norske Veritas.[zdroj?]

### Využití odpadního tepla
Elektrárna Chvaletice zajišťuje kromě výroby elektrické energie i dodávky tepla. Obě komodity vyrábí ve společném cyklu, což vede k vyššímu využití paliva, a tím k energetickým úsporám. Teplo je dodáváno horkovodním napaječem do města Chvaletice, obce Trnávka a do dvou průmyslových areálů v lokalitě mezi městem Chvaletice a Elektrárnou Chvaletice. Současně jsou zabezpečeny dodávky tepelné energie pro vlastní areál elektrárny. Celková roční dodávka tepla je cca 200 TJ při výkonu 4 x 15 MW. Zdroj tepelné energie není v současné době využit v plném rozsahu. Stále dochází k rozšiřování sítě centrálního zásobování teplem připojováním nových odběratelů. Zvažovala se i dodávka tepla do Kolína a byla dokonce zahájena příprava výstavby vedení, ale později bylo od záměru upuštěno; mělo ostatně jít o dodávku tepla v páře, což by bylo málo efektivní.[zdroj?]

## Kontroverze týkající se provozu
Elektrárna je dlouhodobě terčem kritiky jak ze strany organizací soustřeďujících se na řešení problematiky současné klimatické změny či obecně životního prostředí, tak i ze strany některých okolních samosprávných celků. Zástupci elektrárny nicméně tuto kritiku dlouhodobě odmítají s poukazem na snahy o ekologizaci provozu elektrárny.
V roce 2013 se elektrárna stala terčem kritiky obyvatel obce Chvaletice v souvislosti se znečištěním ovzduší popílkem z úložiště u elektrárny. Podle tehdejšího majitele, společnosti ČEZ, se však jednalo pouze o dočasný problém.
Na začátku roku 2020 se díky chybě Facebooku dostala na veřejnost informace o personálním propojení PR aktivit elektrárny Chvaletice a stránky Greenpiss dehonestující ekologické aktivisty.

### Kritika prodloužení provozu
V roce 2016 se elektrárna stala terčem kritiky v souvislosti s prodloužením provozu o dalších deset let místo plánovaného uzavření v roce 2020. S tímto datem pracoval ČEZ před odprodejem elektrárny do rukou společnosti Severní energetická. V rámci protestů proběhlo i obsazení jedné z chladicích věží elektrárny skupinou aktivistů z organizace Greenpeace. Zástupci elektrárny tvrdí, že uzavření v roce 2020 nikdy nebylo reálně plánováno a prodloužení provozu není porušením dřívějšího slibu. Vedle protestů došlo i k podání žaloby proti obnově dvou bloků elektrárny ze strany advokátní kanceláře Frank Bold.
Za uzavření elektrárny dlouhodobě bojuje místní spolek Zastavme elektrárnu Chvaletice.

### Otázky udělení či neudělení výjimek z emisních limitů

#### Emise rtuti a oxidů dusíku
V roce 2019 zažádala elektrárna o výjimku na limit emisí rtuti, kterou Pardubický kraj v červnu stejného roku schválil , což kritizovaly ekologické organizace  i někteří místní politici. Elektrárna se v souvislosti se sporem o emisní výjimky stala cílem akcí spojených s akcí Klimakemp 2019, v rámci nichž došlo k zablokování hlavního vchodu do elektrárny na necelé tři dny. V listopadu 2019 následně došlo ke zrušení rozhodnutí Krajského úřadu Pardubického kraje o výjimce ze strany Ministerstva životního prostředí. Krajský úřad sám sebe prohlásil za systémově podjatý a tutíž neschopný o výjimce rozhodnout, takže v prosinci 2019 tak zatím stále nebylo jasné, kdo bude o případném udělení či neudělení výjimky rozhodovat. Rozhodování bylo následně svěřeno Krajskému úřadu Olomouckého kraje, který výjimku z limitů pro rtuť a emise oxidů dusíku v září 2020 schválil. V březnu 2021 ji pak Ministerstvo životního prostředí opět zrušilo. Elektrárna tak byla postavena do situace, kdy musí do října 2021 výjimku opětovně získat, zajistit potřebné technické úpravy provozu nebo svůj provoz omezit.

#### Ostatní emise
Na konci roku 2019 požádala elektrárna také o navýšení emisních limitů pro množství polétavého prachu.
Na konci roku 2019 se také řešilo povolení pro vypouštění odpadních vod. Ministerstvo životního prostředí toto povolení elektrárně zrušilo a právnická organizace Frank Bold tak prohlašovala, že elektrárna vypouští vodu bez povolení. Severní energetická toto tvrzení však odmítla.